# Wudang Shandi
Wudang Shandi (chinesisch 武当山地 ‚Wudangberge‘) ist ein Hügel mit drei bis zu 58 m hohen Gipfeln auf McLeod Island vor der Ingrid-Christensen-Küste des ostantarktischen Prinzessin-Elisabeth-Lands. Er ragt an der Westküste der Insel in den Larsemann Hills auf.
Chinesische Wissenschaftler benannten ihn 1993 im Zuge von Vermessungs- und Kartierungsarbeiten. Vorlage der Namensgebung ist offenbar die Bergregion Wudang Shan in China.